# Каламианский олень
Каламианский олень (Axis calamianensis) — парнокопытное млекопитающее семейства оленевых. Эндемик Каламианских островов.

## Описание
Длина тела животных составляет от 105 до 115 см, высота в холке — от 60 до 75 см, вес — от 36 до 50 кг. Шерсть оленей коричневого окраса, причём самцы с возрастом становятся темнее. В противоположность родственным свиным оленям они не пятнистые. Короткий, пушистый хвост снизу белого цвета, относительно длинные конечности темнее чем остальное тело. Рога самцов, небольшие с тремя вершинами.

## Образ жизни
Каламианские олени активны ночью. В течение дня они спят, скрываясь в густом подлеске, ночью они отправляются на поиски корма, причём они двигаются вперёд с опущенной головой, пытаясь по возможности долго оставаться скрытыми в густой растительности. Питание состоит преимущественно из листьев. 

## Размножение
После примерно 180-дневного периода беременности самка рождает чаще одного детёныша, реже двух. Детёныши отучаются в возрасте 6 месяцев и достигают половой зрелости в возрасте от 8 до 12 месяцев.